# Eusebio Sempere
Pour les articles homonymes, voir Sempere.
 (décembre 2016).
Si vous disposez d'ouvrages ou d'articles de référence ou si vous connaissez des sites web de qualité traitant du thème abordé ici, merci de compléter l'article en donnant les références utiles à sa vérifiabilité et en les liant à la section « Notes et références ».
Eusebio Sempere (3 avril 1923 – 10 avril 1985) est un sculpteur, peintre et artiste graphiste espagnol. Dans ses œuvres, il travaillait notamment sur le mouvement cinétique,. Il a fréquenté le Grup d'Elx (en) aux côtés de Joan Castejón.

## Collections permanentes
Le MACA (Museo de Arte contemporáneo de Alicante, musée d'art contemporain d'Alicante) expose une partie de la collection des œuvres que la ville a acheté de 1978 à aujourd'hui, soit environ 575 œuvres

## Expositions
- 1949 : Exposition à la Galerie d'Arts Mateu, Valence (Espagne)
- 1961 : Exposition aux Ateneo, à Madrid (Espagne)
- 1965 : Exposition à la Galerie Juana Mordót, à Madrid (Espagne)
- 1972 : Exposition à la Galerie Egam, à Madrid (Espagne)
- 1975 : Exposition à la Galerie Rayuela, à Madrid (Espagne)
- 1980 : Exposition rétrospective organisé par le Ministère de la Culture
- 1985 : Présentation de son travail graphique réalisé entre 1946 et 1982, à la Banque de Bilbao, à Bilbao (Espagne)
- 1998 : Exposition rétrospective au IVAM, à Valencia (Espagne)
- 2018 : Exposition rétrospective au Musée national centre d'art Reina Sofía, Madrid (Espagne)[5]